# Casa Pallàs
La Casa Pallàs és una casa de Betren al municipi de Vielha e Mijaran (Vall d'Aran) inclosa a l'Inventari del Patrimoni Arquitectònic de Catalunya.

## Descripció
És una casa antiga de planta rectangular, amb coberta de fusta i teulada de pissarra; la "capièra" perpendicular a la façana, que està orientada a ponent. En alçada s'aprecien dues plantes i "l'humarau". També s'observen els "penaus" tan característics de la casa aranesa. En la façana de migdia que dona al carrer Major, destaquen dos finestrals renaixentistes que presenten marcs ornats amb motllures en relleu, guardapols a l'arc superior, i en les bases laterals tres motllures soguejades, en horitzontal. En aquesta mateixa banda, compareix adossat un "cùbert" de dues plantes, amb el portal d'accés a "l'auviatge" i una galeria elevada que presenta paret de fusta i coberta a dues aigües, de fusta, i recoberta de pissarra.

## Història
És tradició que en aquesta casa hi residí un comunitat de frares que tenia cura de Sant Esteve de Betren; fins i tot, hom la identifica amb un antic convent de templers. Altrament, resulta evident la seva primitiva relació amb el Pallars.